# José Rubino
José Rubino ist ein uruguayischer Politiker.
Rubino, der der Partido Colorado angehört, saß in der 38. Legislaturperiode als stellvertretender Abgeordneter für das Departamento Durazno vom 13. Dezember 1960 bis zum 8. März 1961 in der Cámara de Representantes.